# 深田吉孝
深田 吉孝（ふかだ よしたか、1955年10月23日 - ）は、日本の生化学者・神経科学者、東京大学名誉教授。学位は、理学博士（京都大学・1983年）。

## 略歴
1978年 京都大学理学部卒業
1980年 京都大学大学院理学研究科修士課程修了
1983年 京都大学大学院理学研究科博士課程修了 
1982 - 1983年 日本学術振興会博士課程特別奨励研究員
1983 - 1986年 札幌医科大学第一生化学教室 助手
1986 - 1993年 京都大学理学部生物物理学教室 助手
1993 - 1995年 東京大学教養学部基礎科学科第一 助教授
1995 - 2014年 東京大学大学院理学系研究科生物化学専攻 教授
2014年 - 2021年3月 東京大学大学院理学系研究科生物科学専攻 教授（旧専攻の統合）
1996 - 1997年 国立遺伝学研究所集団遺伝研究系 客員研究部門 教授併任
1996 - 2001年 科学技術振興事業団戦略的基礎研究「脳を知る」研究代表者
2007 - 2010年 日本学術振興会 学術システム研究センター 生物班 専門研究員
2018年 - 現在 第26期日本学術会議 会員
2021年6月以降 東京大学名誉教授

## 所属学会（役員）
日本生化学会（評議員）、日本生物物理学会、日本比較生理生化学会（2020年度以降、会長）、日本動物学会、日本分子生物学会、日本時間生物学会（理事長）、
日本光生物学協会（会長）、国際光生物学連合（副会長）

## 受賞歴
- 1992年 日本比較生理生化学会 吉田奨励賞受賞
- 1992年 日本生化学会 奨励賞受賞
- 2006年 日本動物学会 学会賞受賞
- 2012年 日本比較生理生化学会 吉田記念賞受賞
- 2014年 文部科学大臣表彰科学技術賞受賞
- 2018年 日本光生物学協会 協会賞